# Categoria linguística de aspecto
Das categorias TAM (Tempo, Aspecto e Modo), a categoria linguística de aspecto é a que tende a ser menos familiar de um modo geral. Isso ocorre porque aspecto nem sempre é ensinado nas escolas de forma explícita, como são as categorias de tempo e modo. Embora tempo e aspecto sejam categorias que estão relacionadas, já que muitas línguas apresentam em um mesmo morfema tanto informações temporais quanto aspectuais, o que diferencia sobretudo uma categoria da outra é que tempo é definido como uma categoria dêitica  e aspecto não.
Aspecto, segundo diversos autores, como Comrie (1976) , é uma categoria linguística não dêitica que expressa a composição temporal interna de uma situação, ou seja, expressa, por exemplo, se a situação é vista como completa (com início, meio e fim) ou se é vista com o destaque de uma de suas fases internas.

## O desenvolvimento de estudos que investigam a categoria linguística de aspecto
A categoria linguística de aspecto vem sendo amplamente estudada por diversos pesquisadores. No entanto, o interesse em torno dessa categoria já é explicitado na literatura há anos. O estudo de Vendler (1957), da década de 50, por exemplo, é referência até o presente momento devido a sua relevância para os estudos aspectuais. Em seu texto, Vendler (1957) propôs a renomada classificação quadripartida dos verbos em estados, atividades, accomplishments (processos culminados) e achievements (culminações).
Essa classificação foi baseada em critérios aspectuais, embora o autor tenha feito uma abordagem que consiste em uma análise mais ontológica. No entanto, ao utilizar conceitos como o caráter pontual ou durativo ou como o caráter estativo ou dinâmico de uma situação, o autor utilizou-se de critérios que dizem respeito à composição temporal interna dos verbos, ou seja, de critérios aspectuais.
Estudos que levam em conta o fenômeno linguístico aspectual podem ser oriundos de diferentes perspectivas teóricas. Há diversos estudos sobre o tema dentro da Linguística gerativa, da Linguística funcional, da Tipologia linguística, da Linguística cognitiva e da Linguística aplicada. Em relação à Tipologia, por exemplo, uma vez que tal perspectiva teórica investiga os padrões recorrentes de sistemas linguísticos diferentes, o aspecto é um fenômeno que se mostra muito interessante, tendo em vista que diferentes noções aspectuais podem se manifestar nas línguas naturais de diversas maneiras, mas também podem ser feitas generalizações (universais linguísticos) sobre essas noções devido à recorrência de certos padrões.
A literatura divide o aspecto em duas naturezas: a gramatical  e a semântica , sendo esta a natureza aspectual que diz respeito às características inerentes aos itens lexicais que compõem uma sentença e aquela a natureza aspectual que diz respeito às informações veiculadas por meio da morfologia verbal ou pela presença de determinados advérbios.

## O aspecto gramatical
Segundo Comrie (1976), há dois aspectos gramaticais básicos nas línguas naturais: o aspecto perfectivo e o aspecto imperfectivo. O perfectivo mostra o evento como completo, ou seja, sem a distinção das fases separadas que o compõe e, por isso, o início, o meio e o fim do evento são vistos sem um destaque individual. O imperfectivo focaliza o evento em uma parte de sua composição interna, permitindo a visualização de uma de suas fases.
A sentença a seguir mostra que o evento da leitura de João estava em andamento e que foi justamente no meio dessa situação que o evento da chegada da mãe de João aconteceu “João estava lendo no quarto quando sua mãe chegou”. Por elucidar a fase intermediária do evento, a perífrase verbal "estava lendo" caracteriza o aspecto imperfectivo. Por outro lado, por apresentar o evento como um todo completo, sem focalizar uma de suas etapas, o verbo "chegou" caracteriza o aspecto perfectivo.
Há línguas, como o português e o espanhol, que há uma forma para expressar o aspecto perfectivo e uma para expressar o aspecto imperfectivo. Além do português e do espanhol, com as formas “leu” e “lia” e “leyó” e “leía”, respectivamente, há outras com o mesmo comportamento, como o russo (“on procital” e “on cital”) e o francês (“il lut” e “il lisait”). Por outro lado, há línguas que apresentam somente uma forma para expressar ambos os aspectos gramaticais, como o inglês (“he read”). No entanto, é possível expressar uma diferença entre a manifestação dos dois aspectos pela tradução do imperfectivo como “he was reading" ou “he used to read”.
Segundo Velupillai (2012), a língua afro-asiática Rendille é um exemplo de língua que apresenta formas diferentes para expressar os dois aspectos (“chiierte” – “escrever” no perfectivo – e “chiirta” – “escrever” no imperfectivo. Tanto que na tradução livre a autora, em inglês, coloca diversas possibilidades de tradução para o imperfectivo “chiirta”, tais como “writes/ is writing/ was writing”.
Em relação especificamente ao aspecto imperfectivo, Comrie (1976) afirma que esse aspecto costuma ser subdivido em imperfectivo contínuo e imperfectivo habitual. O imperfectivo contínuo descreve um evento que está em andamento durante um período de tempo e o imperfectivo habitual descreve um evento que é característico de um determinado período de tempo.
A sentença “João estava lendo um livro de linguística ontem” retrata um exemplo de um verbo que expressa uma situação em andamento e, por isso, tal sentença é um exemplo de uma situação expressa por meio de uma morfologia que veicula o aspecto imperfectivo contínuo. Já a sentença “João lia livros de linguística na graduação” retrata um exemplo de uma situação recorrente de um período do passado e, por isso, tal sentença é um exemplo de uma situação expressa por meio de uma morfologia que veicula o aspecto imperfectivo habitual.
Segundo Velupillai (2012), a língua austronésia Nalik é um exemplo de língua que apresenta um marcador linguístico para expressar hábito. Na frase “gu runa va-nam-doxo yang ni”, o marcador “runa” não indica nenhum tempo específico, mas indica que o evento ocorre frequentemente por um longo período de tempo. Na tradução livre em inglês, a autora coloca da seguinte forma: “you (always) make me so happy”.
Em relação especificamente ao imperfectivo contínuo, Comrie (1976) afirma que duas morfologias podem ser utilizadas em algumas línguas para expressar esse aspecto: uma forma verbal progressiva (“João está lendo um livro agora”) e uma forma verbal não progressiva (“João lê um livro agora”). Enquanto em algumas línguas há alguns contextos específicos em que só uma dessas formas verbais pode ser utilizada para expressar o contínuo (como o inglês em relação a verbos de estado), há também outras línguas em que as duas formas verbais são autorizadas e a forma verbal não progressiva não exclui o significado contínuo (como o português e o espanhol).

## O aspecto semântico
Em relação ao aspecto semântico, Comrie (1976) estabeleceu três oposições de traços que possuem propriedades aspectuais diferentes. Essas propriedades são: estaticidade versus dinamicidade, pontualidade versus duratividade e telicidade versus atelicidade.
No que diz respeito à oposição estaticidade versus dinamicidade, ele afirma que um evento estático é aquele que não exige um fornecimento de energia ininterrupto para a sua continuidade, enquanto um evento dinâmico é aquele que exige um fornecimento de energia ininterrupto para a sua continuidade.
No que diz respeito à oposição pontualidade versus duratividade, o autor afirma que um evento pontual é aquele que não possui uma duração interna, nem em um período de tempo muito curto, enquanto um evento durativo é aquele que dura por certo período de tempo.
Já no que diz respeito à oposição telicidade versus atelicidade, Comrie (1976) afirma que um evento télico é aquele que avança em direção a uma conclusão delimitada, enquanto um evento atélico é aquele que segue avançando sem uma conclusão delimitada.
Associando as oposições aspectuais semânticas apresentadas por Comrie (1976) às categorias verbais propostas por Vendler (1967) mencionadas anteriormente, é possível concluir que a categoria verbal de estado designa eventos estáticos, durativos e atélicos (ex.: amar, saber); a categoria verbal de atividade designa eventos dinâmicos, durativos e atélicos (ex.: cantar, correr); a categoria verbal de accomplishment (processo culminado) designa eventos dinâmicos, durativos e télicos (ex.: cantar uma música, correr uma maratona); e a categoria verbal de achievement (culminação) designa eventos dinâmicos, pontuais e télicos (ex.: cair, entrar).

## A composicionalidade aspectual
Além do aspecto gramatical e do aspecto semântico, é possível levar em consideração a interação entre os diferentes constituintes da oração para a leitura aspectual de uma sentença. A respeito disso, Verkuyl (2003) afirma que a proposta de composicionalidade aspectual aborda a categoria linguística de aspecto não como uma propriedade exclusiva do verbo, mas como uma propriedade que emerge por meio da relação entre o verbo e os seus argumentos. 
Além do verbo e seus argumentos, o adjunto adverbial também pode contribuir para o valor aspectual de uma sentença. Inclusive, em casos em que uma mesma forma verbal pode expressar diferentes valores aspectuais, a distinção do aspecto pode depender essencialmente de um adjunto adverbial presente na sentença, como pode ser observado nos exemplos: “João lê um livro agora” e “João lê um livro todos os dias”. As sentenças apresentadas mostram exemplos, respectivamente, da expressão de imperfectivo contínuo e imperfectivo habitual. Essa informação só foi possível de ser reconhecida devido à presença dos adjuntos adverbiais "agora", caracterizando uma ação em continuidade, e "todos os dias", caracterizando um hábito, já que as formas verbais usadas nas duas sentenças são idênticas.
Devido aos traços linguísticos aspectuais poderem ser expressos por meio da morfologia verbal, pela natureza semântica do verbo e seus complementos e por meio de adjuntos adverbiais, o sentido aspectual de uma sentença pode ser dado pela reunião das informações presentes em diferentes constituintes da oração. Isso acontece porque muitas línguas dispõem de todos esses recursos linguísticos para expressar os traços aspectuais, como é o caso do português e do espanhol.